# Nati nel 1288
| Questa pagina contiene informazioni ricavate automaticamente dalle voci biografiche con l'ausilio del template Bio e di un bot. L'aggiornamento è periodico e automatico e ricostruisce completamente la pagina. Se manca una persona in questa lista, sei pregato di non aggiungerla, ma accertati piuttosto che la sua voce biografica contenga il template Bio e che i dati anagrafici siano correttamente compilati. Se il template Bio manca, inseriscilo tu stesso o, in alternativa, metti l'avviso {{tmp\|Bio}} che ne segnala la mancanza. Se i dati riportati sono sbagliati, correggi direttamente la voce biografica; le modifiche saranno visibili in questa lista entro pochi giorni. Per chiarimenti vedi il progetto biografie. La lista contiene solo le 15 persone che sono citate nell'enciclopedia e per le quali è stato implementato correttamente il template Bio. Pagina aggiornata al 18 apr 2025. |

- 5 aprile - Go-Fushimi, imperatore giapponese († 1336)
- 1º settembre - Elisabetta Richeza di Polonia, nobile polacca († 1335)
- 1º novembre - Ivan I di Russia, principe russo († 1340)
- 26 novembre - Go-Daigo, imperatore giapponese († 1339)
- Giovanni di Beaumont, nobile olandese († 1356)
- Filippo di Maiorca, principe († 1340)
- Gerlach I di Nassau-Wiesbaden, conte tedesco († 1361)
- Gerson ben Solomon Catalan, teologo e scrittore francese († 1344)
- Levi ben Gershon, filosofo, astronomo e matematico francese († 1344)
- Ulrico II di Hanau, nobile tedesco († 1346)
- Guglielmo di Occam, teologo, filosofo e francescano inglese († 1347)
- Lorenzo Rusio, veterinario italiano († 1347)
- Contessa Tagliapietra, nobildonna italiana († 1308)
- Stefano Visconti, nobile italiano († 1327)
- Bianca di Borgogna, contessa († 1348)